# Gaya Merbah
Gaya Merbah (arab. قايا مرباح, ur. 22 lipca 1994 w Tizi Wuzu) – algierski piłkarz, grający na pozycji bramkarza. W sezonie 2021/2022 zawodnik Rai Casablanca.

## Kariera klubowa

### Początki (2012–2015)
Zaczął karierę w 2012 roku w NARB Reghaïa. 
1 lipca 2013 roku trafił do JS Kabylie.
Dokładnie rok później został graczem RC Kouba.

### RC Arbaa (2015–2016)
1 lipca 2015 roku został zawodnikiem RC Arbaa. W tym zespole zadebiutował 29 sierpnia w meczu przeciwko RC Rélizane, przegranym 0:1, grając cały mecz. Łącznie w RC Arbaa zagrał 11 meczów.

### NA Hussein Dey (2016–2019)
1 lipca 2016 roku trafił do NA Hussein Dey. W tym zespole debiut zaliczył 21 października w meczu przeciwko MC Oran, przegranym 0:1, grając cały mecz. Łącznie zagrał 43 mecze.

### CR Belouizdad (2019–2022)
19 lipca 2019 roku został zawodnikiem CR Belouizdad. W tym klubie zadebiutował 15 sierpnia w meczu przeciwko CA Bordj Bou Arreridj, zremisowanym 1:1, rozgrywając cały mecz. W sezonie 2019/2020 zdobył mistrzostwo kraju. Łącznie w zespole z Belouizdad zagrał 28 spotkań.

### Raja Casablanca (2022–)
22 stycznia 2022 roku został graczem Rai Casablanca, aby zastąpić kontuzjowanego Anasa Znitiego.

## Kariera reprezentacyjna
Siedział na ławce podczas meczu towarzyskiego przeciwko reprezentacji Tunezji, wygranym 1:0.